# Bulbophyllum johannis
Bulbophyllum johannis är en orkidéart som beskrevs av Hermann Wendland och Friedrich Fritz Wilhelm Ludwig Kraenzlin. Bulbophyllum johannis ingår i släktet Bulbophyllum och familjen orkidéer. Inga underarter finns listade i Catalogue of Life.